# Nissan 200SX
Pour les articles homonymes, voir S10, S110, S12, S13 et S14.
La Nissan 200SX désigne plusieurs automobiles produites par Nissan de 1974 à 2002 comme la Silvia K’s, et Q’s 

## S12

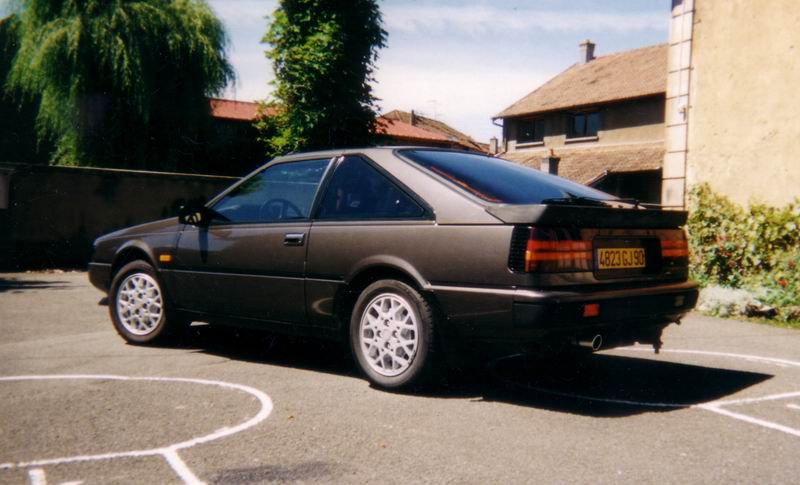
Un profil typique des sportives japonaises des années 1980

## S110

### Version rallye Groupe B
Nissan 240RS (en)

## S13
La Nissan 200SX (RPS13)(Qui n'est pas une Silvia d'après les archives Nissan) est une voiture très appréciée pour le drift et les performances, elle a l'avantage d'être largement modifiable, et facile d'accès pour débuter.
En version européenne, elle est équipée d'un moteur CA18DET et porte le nom de 200SX. En version américaine, le moteur est soit un KA24E (1989-1990) ou un KA24DE (1991-1994) et son nom est 240SX. Au Japon, elle est nommée 180SX, sur les premières séries le CA18DE ou le CA18DET équipent les voitures, remplacés ensuite par le SR20DE ou le SR20DET.
Au Japon, la Nissan S13 se voie dotée d'un SR20DET turbo double arbre à cames de 2 000 cm3. Appelé aussi le REDTOP, il se caractérise par son couvre culasse rouge d'origine. Une version type X a aussi vu le jour uniquement au Japon avec un kit carrosserie d'usine, des jantes aluminium et toutes sortes d'options supplémentaires comparé a la 180SX de base. Cette version ne verra jamais le jour ni en Europe ni aux US.
Dans le manga Initial D, Koichiro Iketani, le leader des Speedstars, possède une S13.

## S14
La S14 porte différents noms suivant le pays de vente :
- 200SX en Europe, Australie ou Nouvelle-Zélande
- Silvia, 200SX, Silvia au Japon
- 240SX en Amérique du Nord

Le moteur est un SR20DET, il existe en deux versions, le Redtop de 205 ch et le Blacktop de 220 ch : on retrouve le Blacktop sur les Silvia et les Redtop sur les Sunny GTI-R (pulsar) ainsi que sur quelques modèles de Silvia non importées en France. ("Racing Edition" et les 240SX Japonaises)
On retrouvera ce moteur sur les séries suivantes avec quelques modifications, notamment la suppression de l'EGR.
En Amérique du Nord, le seul moteur disponible pour la S14 est le 4-cylindres DOHC de 2,4 litres du nom de KA24DE de 155 ch à 5 400 tr/min.
Au Japon, les versions Q's étaient dotées d'un SR20DE et les versions K's d'un SR20DET.
Dans le manga Initial D, Kenta Nakamura, membre des Redsuns, possède une S14.

## S14a

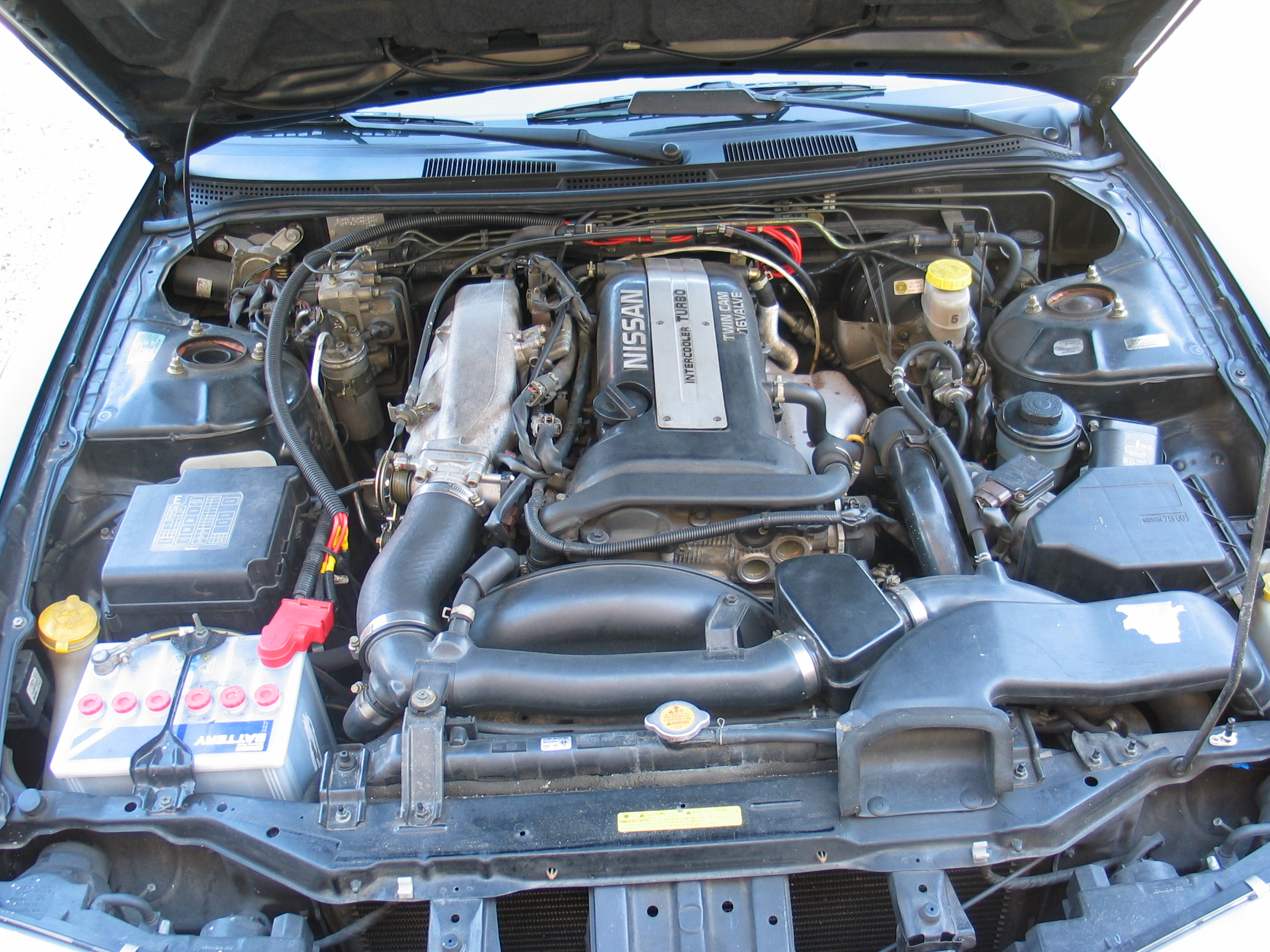
Le SR20DET de la S14a

La S14a est la version restylée de la S14.
Les tout derniers modèles de S14a en Amérique étaient badgés 240SX et recevaient le kit complet "Kouki" et le bloc KA24DE (2,4 litres atmosphérique de 160 ch). Les 200sx S14a européennes et japonaises, quant à elles, sont équipées du célèbre SR20DET (2 litres turbocompressé de 200 ch).

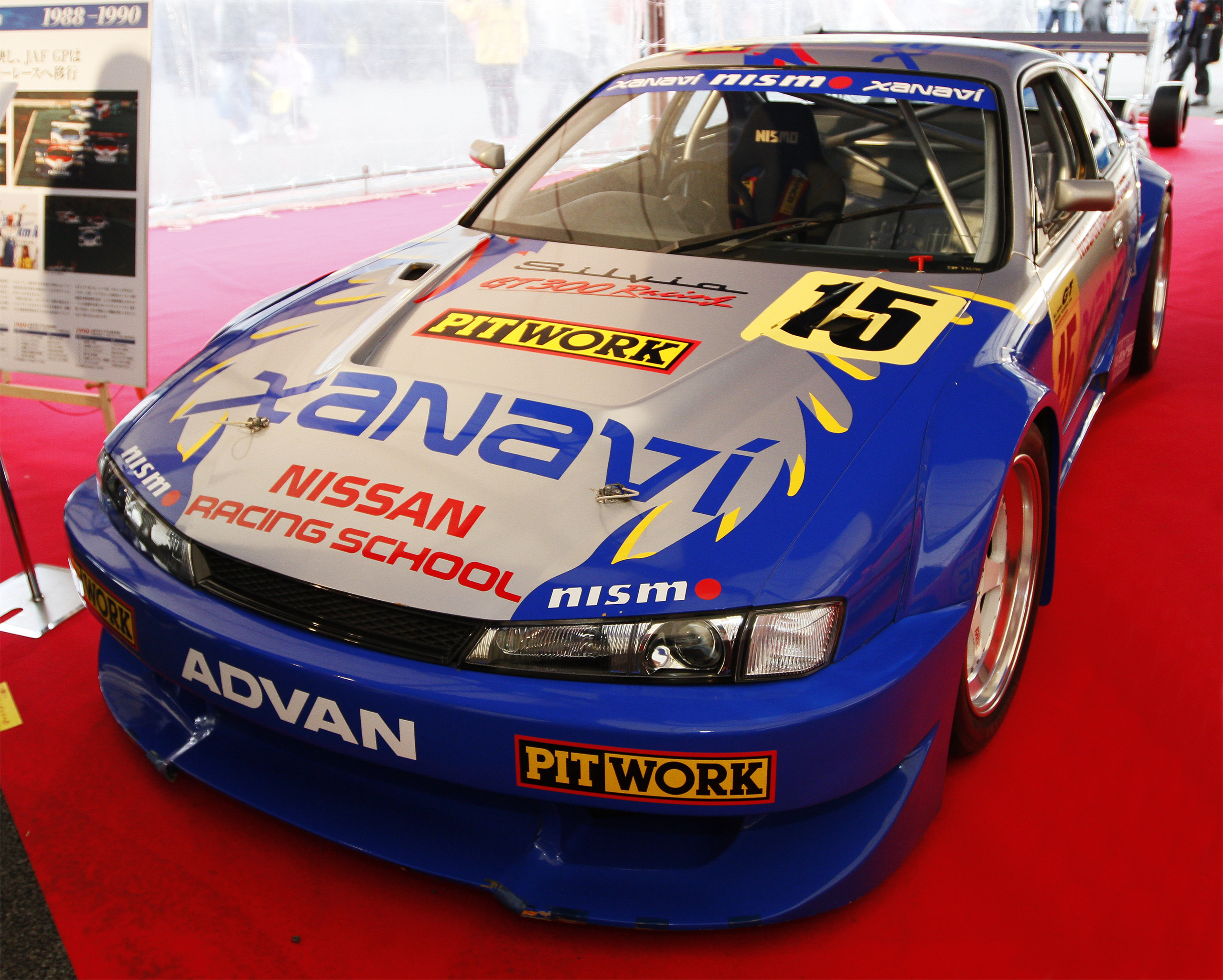
Silvia S14 de 1998 Team Xanavi

## S15
Sortie en 1999 et vendu jusqu'en 2002, cette nouvelle version est le dernier modèle de Nissan Silvia à avoir été vendu à ce jour. Affichant maintenant une puissance de 250 ch (186 kW) à 6400 tr/min et 275 N m de couple à 4800 tr/min grace à son moteur SR20DET. Il s'agit toujours d'un moteur quatre cylindres en ligne, 16 soupapes turbo compressé. Les principales différences avec le moteur de la s14 (blacktop) sont un nouveau turbocompresseur Garett T28 sur roulement ainsi qu'une amélioration de la cartographie.
Fabriquée au Japon, la S15 a été commercialisée au Japon sous le nom de Silvia, et en Nouvelle-Zélande et Australie sous le nom de Nissan 200sx. Elle a été assemblée dans l'usine Nissan Shatai située à Kanda, Fukuoka, Japon. Cette version n'est donc disponible qu'en conduite à droite.(RHD)
La S15 incluait un style agressif à l’intérieur et à l’extérieur, mettant à jour le style précédent de la Silvia en harmonie avec les tendances en matière de design automobile. Les dimensions de la carrosserie ont été réduites par rapport à la génération précédente afin de respecter la classe compact du gouvernement japonais, ce qui a eu une incidence sur les ventes du modèle précédent.

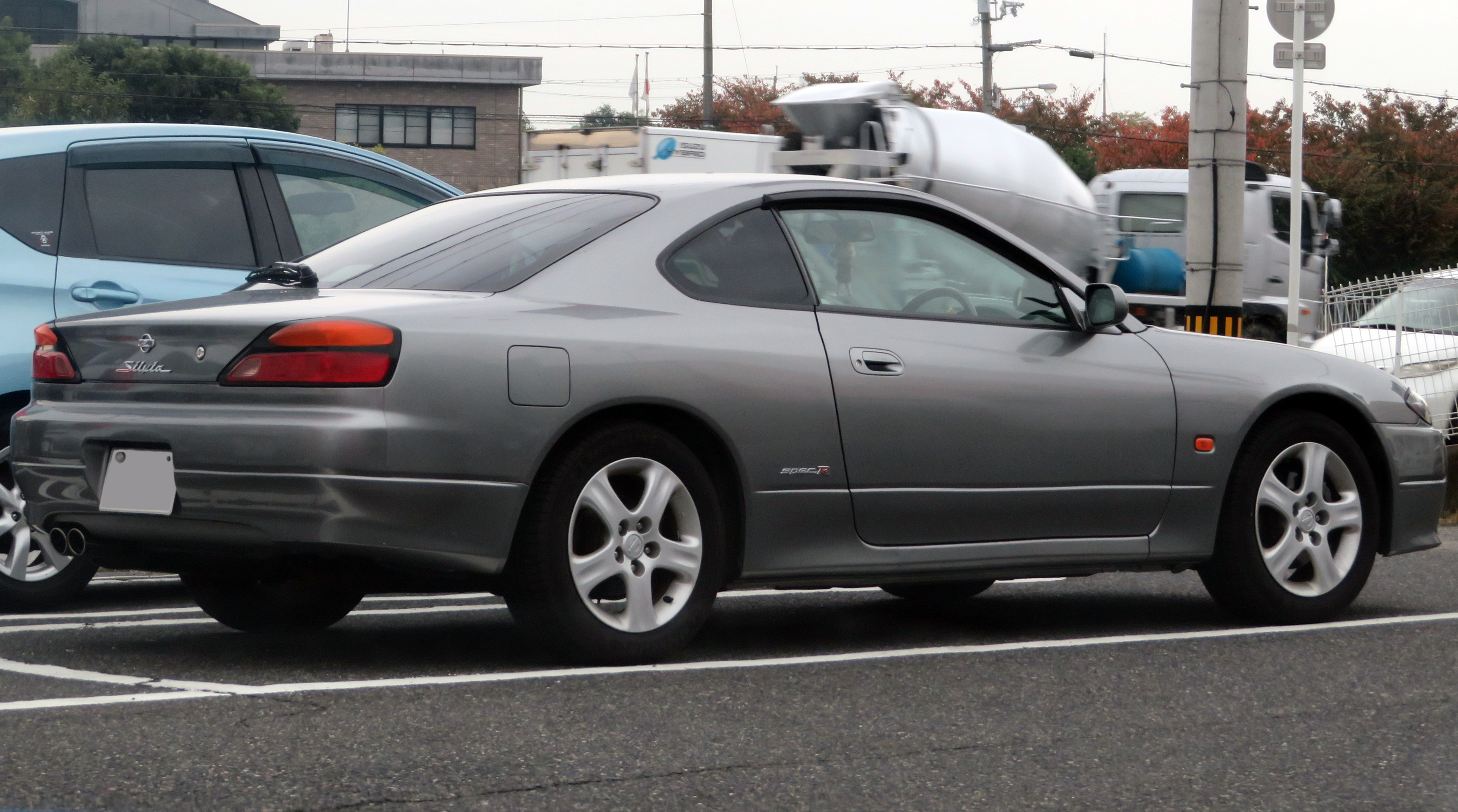
Arrière d'une Nissan Silvia Spec-R

La gamme de modèles Silvia S15 a été simplifiée pour se limiter aux versions Spec-S et Spec-R, La différence entre les 2 était simplement le moteur, Le Sr20DE atmosphérique de 165ch pour la Spec S et Le Sr20DET turbo de 250cv pour la Spec R.
Les deux versions proposant une variante « Aero » avec un grand aileron et des bas de caisse latéraux.
Un pack d'options nommé Aero2 était aussi disponible. Il proposait, en plus du pack Aero de base, un bouclier avant plus agressif et des rajouts de pare-chocs arrière pour donner un aspect plus sportif.
Variantes
Spec-R
La Spec-R était équipée du moteur SR20DET, elle se distinguait des modèles Silvia précédant par sa boite de vitesses manuelle à 6 rapports ainsi que par une boite automatique à quatre rapports. La Spec-R comprenait également un renforcement important du châssis et de la suspension grâce à l'utilisation de barres anti-roulis et renfort de jambes de Force plus grands. La S15 utilisait les mêmes étriers de frein avant à quatre pistons que ceux de la Nissan 300ZX (Z32), mais comprenait un Servofrein plus grand.
L'un des changements les plus importants apportés au modèle S15 de la silvia équipé de la transmission manuelle à six vitesses construite par Aisin Seiki a été la mise en œuvre d'un différentiel hélicoïdal à glissement limité. Le résultat était un comportement plus sûr et plus adapté à la piste ; en contraste avec son héritage dans le drift et l'attention médiatique ultérieure qu'a connue la S15. Toutes les autres versions de Silvia (S14 et S15 Spec S JDM) sont livrées avec un différentiel à glissement limité de type Visqueux (VLSD).
La version Spec-R dispose d'un manomètre de pression de Turbo d'origine situé sur le montant de pare-brise gauche.
Comme sur beaucoup de Nissan de cette génération, la direction à quatre roues HICAS (Système de direction active haute capacité) était disponible en option. Il s'agit d'un système 4 roues directrices principalement utilisé sur les Nissan GTR afin de favoriser le comportement dynamique et les changements de cap en conduite sportive.
Spec-S
La Spec-S était équipée du moteur SR20DE, moteur 16 soupapes atmosphérique 2L de 165 ch. Il s'agit de la même base moteur que la Spec-R mais sans le système de turbocompresseur. Elle était disponible avec une boite de vitesses manuelle à cinq rapports ou une boite de vitesses automatique à quatre rapports. Il manquait les différents renforts de châssis supplémentaire de la Spec-R ainsi que les étriers de frein avant à quatre pistons, et un servo frein plus petit.
Le manomètre de pression turbo de la Version SPec R pouvait être remplacée par un manomètre de pression d'huile sur les Spec S.
La gamme S15 a été ultérieurement étendue pour inclure divers packages d'options de luxe et de mise à niveau pour les modèles spec S et Spec R. Autech, un préparateur de voiture spécialisée, a également proposé plusieurs versions optimisées de la S15 ; la première avec la carrosserie et les garnitures intérieures inspirées de la Ferrari 456, Appelée Style A qui était disponible sur la Spec R et la Spec S ; et une deuxième version optimisée qui était basée sur la Spec S dont la puissance du moteur étant portée à 200 ch (150 kW) grâce à une compression accrue, des arbres à cames plus agressifs, d'une plus grosse admission d'air, un système d’échappement retravaillé et d'une nouvelle cartographie. Elle avait aussi les améliorations de châssis que l'on retrouve sur les Spec-R.
Silvia Varietta

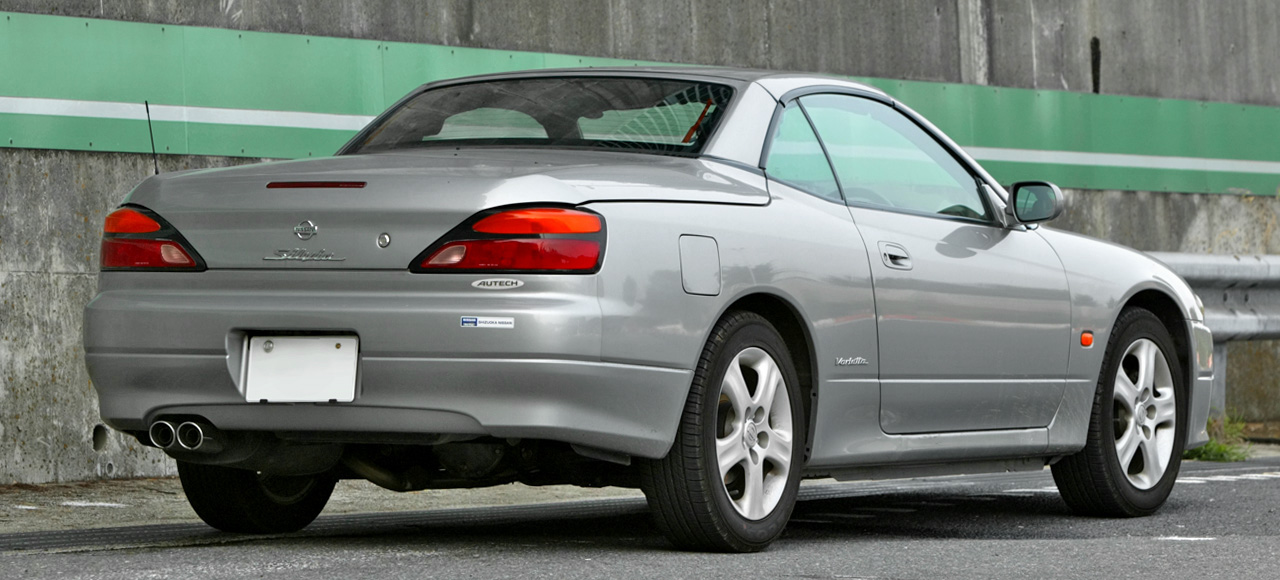
Nissan Silvia S15 Varietta

Au Japon, Nissan a proposé une variante cabriolet de la Silvia, avec un toit rigide et escamotable, appelée Varietta.
La Varietta a été construite par Autech et est basée sur un modèle Spec-S, doté du même moteur atmosphérique, avec au choix une boite manuelle à cinq rapports ou une boite automatique à quatre rapports.
C'est un modèle rare de Nissan Silvia qui a été vendu à très peu d'exemplaires.
Autres apparitions :
Comme la S13 et la S14, c'est une voiture très populaire dans le monde du drift, elle est beaucoup utilisée dans le D1GP, l'un des championnats de drift au Japon, c'est une voiture parfaite pour la glisse grâce à son gabarit et son excellent châssis.
On la retrouve aussi dans la plupart des jeux vidéo de course tels que Gran Turismo, Forza Motorsport ou encore Need For Speed.
On peut voir une Silvia S15 dans le film Fast And Furious : Tokyo Drift, C'est la voiture que Han prête à Sean pour qu'il fasse la course contre D.K au début du film. Twinkie appelle cette voiture la Mona Lisa du drifting. On peut voir plus tard dans le film que cette Silvia est motorisée par un moteur Nissan RB26DETT préparé qui provient d'un Nissan Skyline GTR.